# SK Jubilejnyj (Voroněž)
SK Jubilejnyj (česky Sportovní komplex Jubilejní, rusky Юбилейный) je ledová aréna ve městě Voroněž v jžním Rusku. Je domácí arénou hokejového klubu VHL Buran Voroněž. Nachází se v centrální části města.

## Historie
Stadion byl otevřen 1. ledna 1986. Jeho otevření bylo načasováno na 400. výročí založení Voroněže a proto byl stadion pojmenován „Jubilejní“  .
Od té doby zde trénují krasobruslaři a studenti dětské sportovní školy. Koná se zde také hromadné bruslení obyvatel Voroněže. V budově Paláce sportu sídlí Sportovní škola dětské mládeže č. 24 v hokeji pojmenovaná po Vladislavu Treťjakovi.
Hlavním účelem arény zůstává pořádání sportovních soutěží - konají se v něm všechny domácí zápasy voroněžského hokejového týmu Buran.
V roce 2004 se v aréně konal 40. hokejový turnaj „Zlatý puk“ mezi dětskými týmy věnovaný 85. výročí narození trenéra Anatolije Tarasova.
V dubnu  2012 se zde konal celoruský mládežnický hokejový turnaj „Pohár Vladislava Treťjaka“ 
V roce 2007 proběhla rekonstrukce arény, která trvala 7 měsíců.
Kromě sportovních soutěží zde vystupují různí zpěváci a rockové kapely.